# Castlevania: Nocturne
Pour les articles homonymes, voir Castlevania.
Production
Diffusion
Castlevania: Nocturne est une série télévisée d'animation américaine créée par Clive Bradley et diffusée depuis le 28 septembre 2023 dans le monde entier sur Netflix. Elle est basée sur la série de jeux vidéo japonais Castlevania, débutée en 1986.
Elle fait suite à la série diffusée de 2017 à 2021 sur Netflix, Castlevania. Une deuxième saison est officialisée par Netflix et mise en ligne le 16 janvier 2025.

## Synopsis
L'intrigue de la série est basée sur les Jeux Castlevania: Rondo of Blood (1993) et Castlevania: Symphony of the Night (1997). L'histoire se passe en 1792, au moment de la Révolution Française, lorsqu'un Messie vampire s'apprête à semer le chaos en France et dans le monde. Un jeune chasseur de vampire venu des États-Unis, Richter Belmont, descendant de Trevor Belmont, son amie et sœur adoptive magicienne Maria Renard, et Annette, une ancienne esclave et sorcière vaudou originaire de Saint-Domingue, essayent d'empêcher l'apocalypse annoncée par l'arrivée de ce Messie aux plans sombres.

## Distribution
Sauf indication contraire, les informations mentionnées dans cette section peuvent être confirmées par le générique de fin de l'œuvre audiovisuelle présentée ici, ainsi que par la base de données cinématographiques IMDb,  présente dans la section « Liens externes ».
| Personnage                 | Voix originale        | Voix française       | Saisons (/2) |
| -------------------------- | --------------------- | -------------------- | ------------ |
| Richter Belmont            | Edward Bluemel (en)   | Arnaud van Parys     | 2            |
| Annette                    | Thuso Mbedu           | Géraldine Frippiat   | 2            |
| Maria Renard               | Pixie Davies (en)     | Lise Leclercq        | 2            |
| Emmanuel / L'abbé          | Richard Dormer        | Nicolas Matthys      | 2            |
| Edouard                    | Sydney James Harcourt | Marvin Schlick       | 2            |
| Tera Renard                | Nastassja Kinski      | Micheline Tziamalis  | 2            |
| Julia Belmont              | Sophie Skelton        | Laurence Stévenne    | 1            |
| Olrox                      | Zahn McClarnon        | Steve Driesen        | 2            |
| Mizrak                     | Aaron Neil            | Thibault Siplet      | 2            |
| Drolta Tzuentes            | Elarica Johnson       | Marcha van Boven     | 2            |
| Erzsebet Báthory / Sekhmet | Franka Potente        | Stéphanie Vondenhoff | 2            |
| Juste Belmont              | Iain Glen             | Michel de Warzée     | 2            |
| Adrian « Alucard » Țepeș   | James Callis          | Philippe Allard      | 2            |

Version française enregistrée au studio Khobalt (Belgique) sous la direction artistique de Xavier Percy, d'après une adaptation des dialogues de Sophie Servais.

## Épisodes

### Saison 1 (2023)
1. Le Mal, cet ennemi inconnu (A Common Enemy in Evil)
2. La pire horreur (Horror Beyond Nightmares)
3. Le goût de la liberté (Freedom Was Sweeter)
4. Des entrailles de la Terre (Horrors Rising from the Earth)
5. L'ordre naturel des choses (The Natural Order)
6. L'heure du jugement (Guilty Men to Be Judged)
7. Dans le sang (Blood Is the Only Way)
8. La dévoreuse de lumière (Devourer of Light)

### Saison 2 (2025)
1. Une légende vivante (A Living Legend)
2. Ange de la Mort (Angel of Death)
3. La veuve rouge (The Widow's Window)
4. Des choses affreuses (Monstrous Things)
5. Dans les abysses (Into the Abyss)
6. Les ancêtres (Ancestors)
7. Grenadye Alaso (Grenadye Alaso)
8. Une lignée de grands héros (A Line of Great Heroes)